# Liste des gouverneurs actuels des États du Brésil

Gouverneurs des États après les élections de 2022.

Cette page dresse la liste des gouverneurs actuels des 27 unités fédérales du Brésil (26 États et le district fédéral).

## Gouverneurs des États de la région Nord
| Unité fédérale | Nom               | Depuis le        | Parti        |
| -------------- | ----------------- | ---------------- | ------------ |
| Acre           | Gladson Cameli    | 1er janvier 2019 | PP           |
| Amapá          | Clécio Luís       | 1er janvier 2023 | Solidarité   |
| Amazonas       | Wilson Lima       | 1er janvier 2019 | Union Brésil |
| Pará           | Helder Barbalho   | 1er janvier 2019 | MDB          |
| Rondônia       | Marcos Rocha      | 1er janvier 2019 | Union Brésil |
| Roraima        | Antonio Denarium  | 1er janvier 2019 | PP           |
| Tocantins      | Wanderlei Barbosa | 11 mars 2022     | REP          |

## Gouverneurs des États de la région Nord-Est
| Unité fédérale      | Nom                | Depuis le        | Parti |
| ------------------- | ------------------ | ---------------- | ----- |
| Alagoas             | Paulo Dantas       | 15 mai 2022      | MDB   |
| Bahia               | Jerônimo Rodrigues | 1er janvier 2023 | PT    |
| Ceará               | Elmano de Freitas  | 1er janvier 2023 | PT    |
| Maranhão            | Carlos Brandão     | 2 avril 2022     | PSB   |
| Paraíba             | João Azevêdo       | 1er janvier 2019 | PSB   |
| Pernambouc          | Raquel Lyra        | 1er janvier 2023 | PSDB  |
| Piauí               | Rafael Fonteles    | 1er janvier 2023 | PT    |
| Rio Grande do Norte | Fátima Bezerra     | 1er janvier 2019 | PT    |
| Sergipe             | Fábio Mitidieri    | 1er janvier 2023 | PSD   |

## Gouverneurs des États de la région Centre-Ouest
| Unité fédérale     | Nom            | Depuis le        | Parti        |
| ------------------ | -------------- | ---------------- | ------------ |
| District fédéral   | Ibaneis Rocha  | 1er janvier 2019 | MDB          |
| Goiás              | Ronaldo Caiado | 1er janvier 2019 | Union Brésil |
| Mato Grosso        | Mauro Mendes   | 1er janvier 2019 | Union Brésil |
| Mato Grosso do Sul | Eduardo Riedel | 1er janvier 2023 | PSDB         |

## Gouverneurs des États de la région Sud-Est
| Unité fédérale | Nom                 | Depuis le        | Parti |
| -------------- | ------------------- | ---------------- | ----- |
| Espírito Santo | Renato Casagrande   | 1er janvier 2019 | PSB   |
| Minas Gerais   | Romeu Zema          | 1er janvier 2019 | NOVO  |
| Rio de Janeiro | Cláudio Castro      | 1er mai 2021     | PL    |
| São Paulo      | Tarcísio de Freitas | 1er janvier 2023 | REP   |

## Gouverneurs des États de la région Sud
| Unité fédérale    | Nom            | Depuis le        | Parti |
| ----------------- | -------------- | ---------------- | ----- |
| Paraná            | Ratinho Júnior | 1er janvier 2019 | PSD   |
| Rio Grande do Sul | Eduardo Leite  | 1er janvier 2023 | PSDB  |
| Santa Catarina    | Jorginho Mello | 1er janvier 2023 | PL    |

## Autre dirigeant
| Entité              | Titre                    | Nom                | Depuis le    |
| ------------------- | ------------------------ | ------------------ | ------------ |
| Fernando de Noronha | Administratrice générale | Thallyta Figueirôa | janvier 2023 |